# Polor
Polor – trzeci album studyjny zespołu Pablopavo i Ludziki. Wydany został 25 stycznia 2014 nakładem wytwórni płytowej Karrot Kommando. Teledyski zostały zrealizowane do utworów: „Dancingowa piosenka miłosna” w reżyserii Radosława Chrześciańskiego, „Mikołaj” w reżyserii Kamila Króla, a także „Pablo i Pavo” (praca zbiorowa projektu "Szkoły Teledysków" Fundacji Inicjatyw Kulturalnych "Plaster"). Gościnnie w nagraniach udział wzięli: Ania Iwanek – wokal, Kacper Szroeder – skrzydłówka, Miki Wielecki – instrumenty perkusyjne, Mateusz Mendyka – puzon, Radek Nowak – trąbka oraz Bartek Tkacz – saksofon. Nagrania albumu zrealizowali Emilli Jones i djZero w LWW Studio. Nagrań i produkcji wokali dokonał Olo Mothashipp w Western Jive Studio w Warszawie. Miks i mastering wykonali Activator Mario Dziurex oraz Jarek "Smok" Smak w Studio AS One.
Utwór „Pablo i Pavo” jest aluzją do pierwszych słów wierszowanej bajki „Paweł i Gaweł” Aleksandra Fredry.

## Lista utworów
Opracowano na podstawie materiału źródłowego.
| 1.  | "Krzysiek"                    | 3:08  |
|     |                               |       |
| 2.  | "Bulaj"                       | 3:05  |
|     |                               |       |
| 3.  | "Dancingowa piosenka miłosna" | 4:06  |
|     |                               |       |
| 4.  | "Patrz jak się stara wiatr"   | 6:30  |
|     |                               |       |
| 5.  | "Mikołaj"                     | 5:08  |
|     |                               |       |
| 6.  | "Koty"                        | 4:24  |
|     |                               |       |
| 7.  | "Idę przez mgłę"              | 4:05  |
|     |                               |       |
| 8.  | "Nemeczek"                    | 5:25  |
|     |                               |       |
| 9.  | "Piątek"                      | 6:29  |
|     |                               |       |
| 10. | "Eleganccy pesymiści"         | 5:59  |
|     |                               |       |
| 11. | "Pablo i Pavo"                | 3:37  |
|     |                               |       |
| 12. | "Wenecja"                     | 7:39  |
|     |                               |       |
|     |                               | 59:35 |
|     |                               |       |

## Pozycje na listach
| Lista (2014) | Najwyższa pozycja |
| ------------ | ----------------- |
| ZPAV         | 10                |